# Sterne hirundinacée
Sterna hirundinacea
Espèce
Statut de conservation UICN

 LC  : Préoccupation mineure
La Sterne hirundinacée (Sterna hirundinacea) est une espèce d'oiseaux de la famille des Laridae.

## Répartition
Cet oiseau vit dans les régions côtières de la partie méridionale de l'Amérique du Sud, depuis le nord du Pérou (Océan Pacifique) jusqu'au Brésil (Océan Atlantique), en passant par les côtes du Chili et de l'Argentine.